# Rifugio Achille Papa
Rifugio Generale Achille Papa (zkráceně známé také jako Rifugio Achille Papa) je horská chata patřící do sekce Schio Italského alpského klubu (CAI).

## Poloha a okolí
Rifugio Achille Papa se nachází v severní části obce Valli del Pasubio v provincii Vicenza. Chata byla postavena ve východní části Pasubia u takzvané Porte di Pasubio (německy Tore des Pasubio) na horním okraji údolí Val Canale ve výšce 1928 m n. m.. Kolem chaty prochází silnice Strada degli Eroi (Cesta hrdinů), která se jen o několik metrů dále setkává se silnicí Strada degli Scarubbi. U chaty končí také soumarská stezka Strada delle 52 Gallerie.
Kolem chaty prochází jak Evropská dálková trasa E5, tak Sentiero della Pace (německy Friedensweg).

## Historie
První plány na vybudování horské chaty na Pasubiu vznikly již v roce 1907, ale k jejich realizaci došlo až po první světové válce, kdy se sekce Schio CAI rozhodla vybudovat chatu k uctění památky vojáků, kteří padli na Pasubiu. Při výběru možného místa se zvažovalo i využití stávajících staveb, které zde zůstaly po válce.
Při výběru možného místa se zvažovalo také využití stávajících staveb, které zde válka ve velkém počtu zanechala. V září 1921 bylo nakonec nalezeno vhodné místo jižně od Porte di Pasubio, na místě bývalého italského kasárenského tábora . Jako budoucí útočiště měl sloužit dosud dobře zachovalý dvoupatrový kamenný barák a první práce na přestavbě začaly ještě před příchodem zimy roku 1921 .
Dne 6. července 1922 byl útulek, tehdy nazývaný Rifugio Pasubio, za přítomnosti několika tisíc lidí slavnostně otevřen. Brzy se však ukázalo, že chata je příliš malá, a volba využití stávající budovy se zpětně ukázala spíše jako nevýhoda, protože přístavby a přestavby musely vycházet ze stávající stavby. Již v roce 1925 se uvažovalo o první přístavbě, ta byla řešena v letech 1926-1928 a rozšířené Rifugio bylo otevřeno v květnu 1929. Tím se také chata zbavila svého dosavadního provizorního statusu a chatu převzal první správce s regulovanou otevírací dobou .
V roce 1935 se v souvislosti s kultem mrtvých, který fašistická vláda vyhlásila za padlé v první světové válce, začalo plánovat další rozšíření chaty. Práce na třetím křídle pokračovaly v letech 1937 až 1939. V roce 1937 dostalo Rifugio také svůj současný název: Rifugio Generale Achille Papa. Pojmenováno bylo po veliteli italské pěší brigády Liguria, která byla na Pasubiu nasazena v letech 1916-1917 a jejíž veteráni patřili k největším podporovatelům rozšíření. K oficiálnímu předání Rifugio Papa, které bylo plánováno na rok 1940, však nedošlo kvůli vstupu Itálie do války .
V letech 1962-1964 proběhly různé přestavby, včetně výstavby bivaku Marzotto-Sacchi o něco výše nad vlastním útočištěm, který dodnes slouží jako zimní útočiště. Následně bylo vylepšeno zejména zásobování vodou, které je v krasovém terénu obtížné, a to vybudováním dalších cisteren a záchytných nádrží. V roce 1998 byla dokončena další jednopodlažní přístavba, která slouží jako terasa a sklad. V roce 2003 byl obnoven bivak, instalovány nové generátory elektřiny a podle nových kritérií udržitelnosti byl přestavěn sanitární systém.  V roce 2022 byla dokončena další přístavba na východní straně. V nové budově se nachází výhradně zázemí pro zásobování útulny, jako je kuchyně, sklady nebo ubytování pro správce a zaměstnance útulny.
Různé fáze výstavby chaty lze dodnes vysledovat ve stávající struktuře budovy. Nejstarší je například část na východě, na západě následuje první přístavba postavená v roce 1929 a poté v roce 1939. Od roku 2022 se k nejstarší části budovy připojila další novostavba na východě.

## Dostupnost
- Z Passo Pian delle Fugazze, 1162 m po Strada degli Eroi, cesta 179, 339 (2 hodiny 30 minut).
- Z Bocchetta Campiglia, 1216 m, po Strada degli Scarubbi, stezka 370 (2 hodiny 45 minut).
- Z Bocchetta Campiglia, 1216 m, po Strada delle 52 Gallerie, stezka 366 (3 hodiny)
- Z Rifugio Balasso, 983 m, po stezce 300A, 300 (2 hodiny 45 minut)

## Sousední chaty a přechody
- Na Rifugio Vincenzo Lancia, 1825 m po trase 105 nebo 120 za 2,5 až 3 hodiny.
- Na Passo della Borcola, 1219 m po stezce 120, 147 za 3 hod.

## Dostupné vrcholy
- Cima Palon, 2232 m, 50 minut, stezka 105
- Dente Italiano (německy Italian Platte), 2220 m ♁⊙ 1 hodina, stezka 105
- Dente Austriaco (Německy Österreichische Platte), 2203 m, 1 hodina 10 minut, stezka 105
- Soglio dell'Incudine, 2114 m, 1 hodina, stezka 105, 398

## Galerie

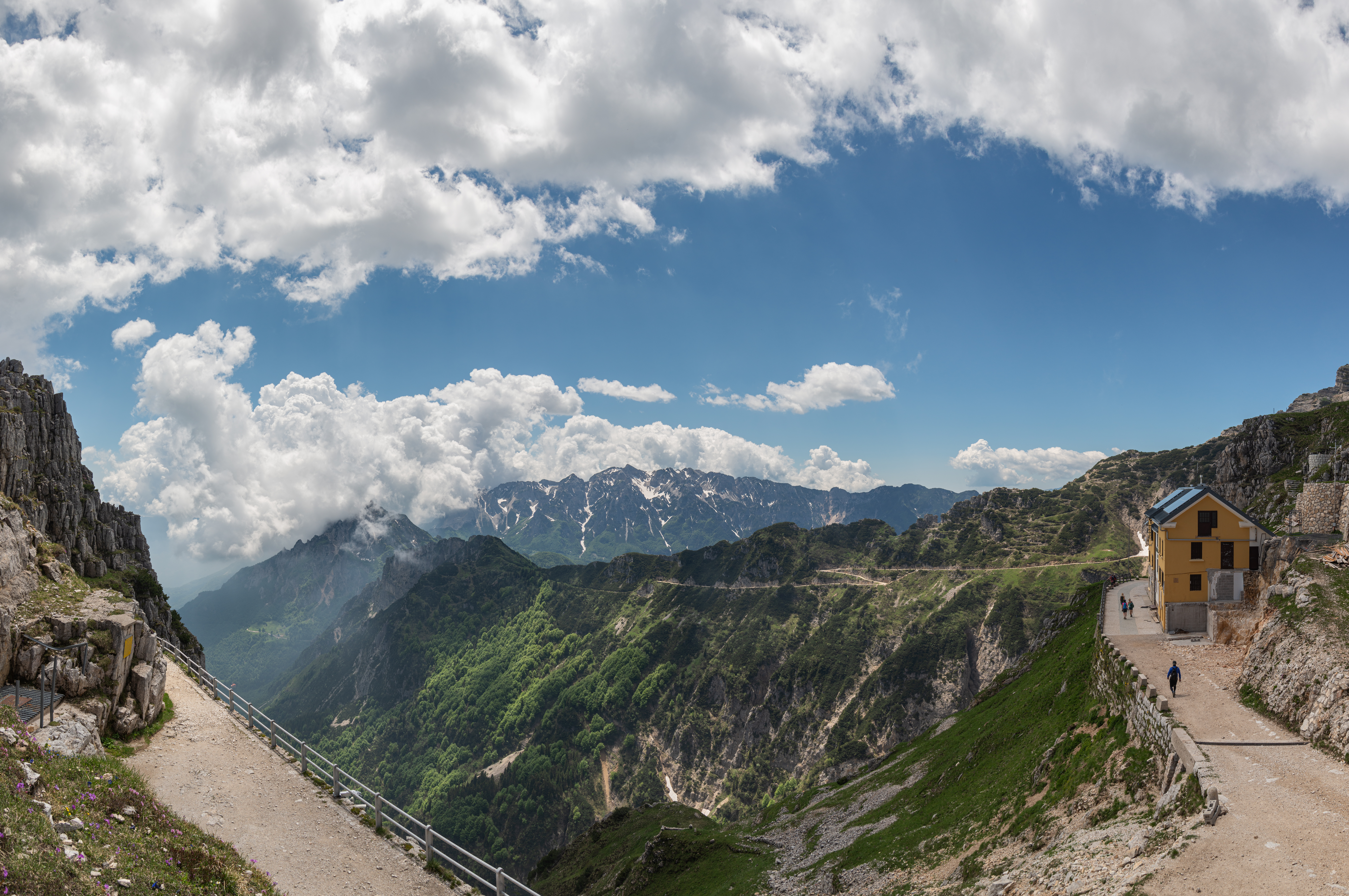
Rifugio Achille Papa s údolím Val Canale, Strada degli Eroi a skupinou Carega v pozadí.
Rifugio Achille Papa - Strada delle 52 Gallerie, Valli del Pasubio
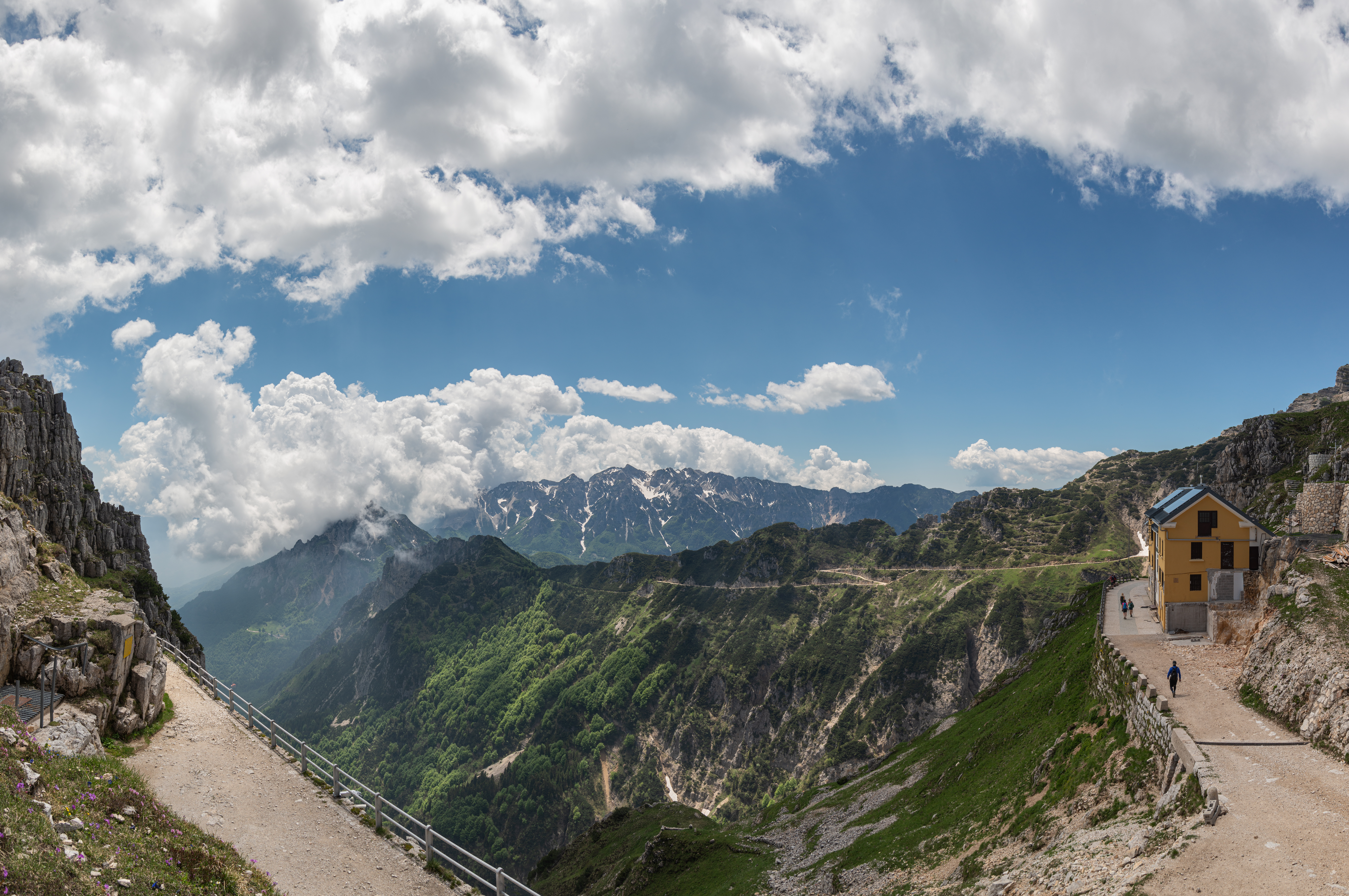
Rifugio Achille Papa - Valli del Pasubio
pohled z Rifugio Achille Papa - Valli del Pasubio
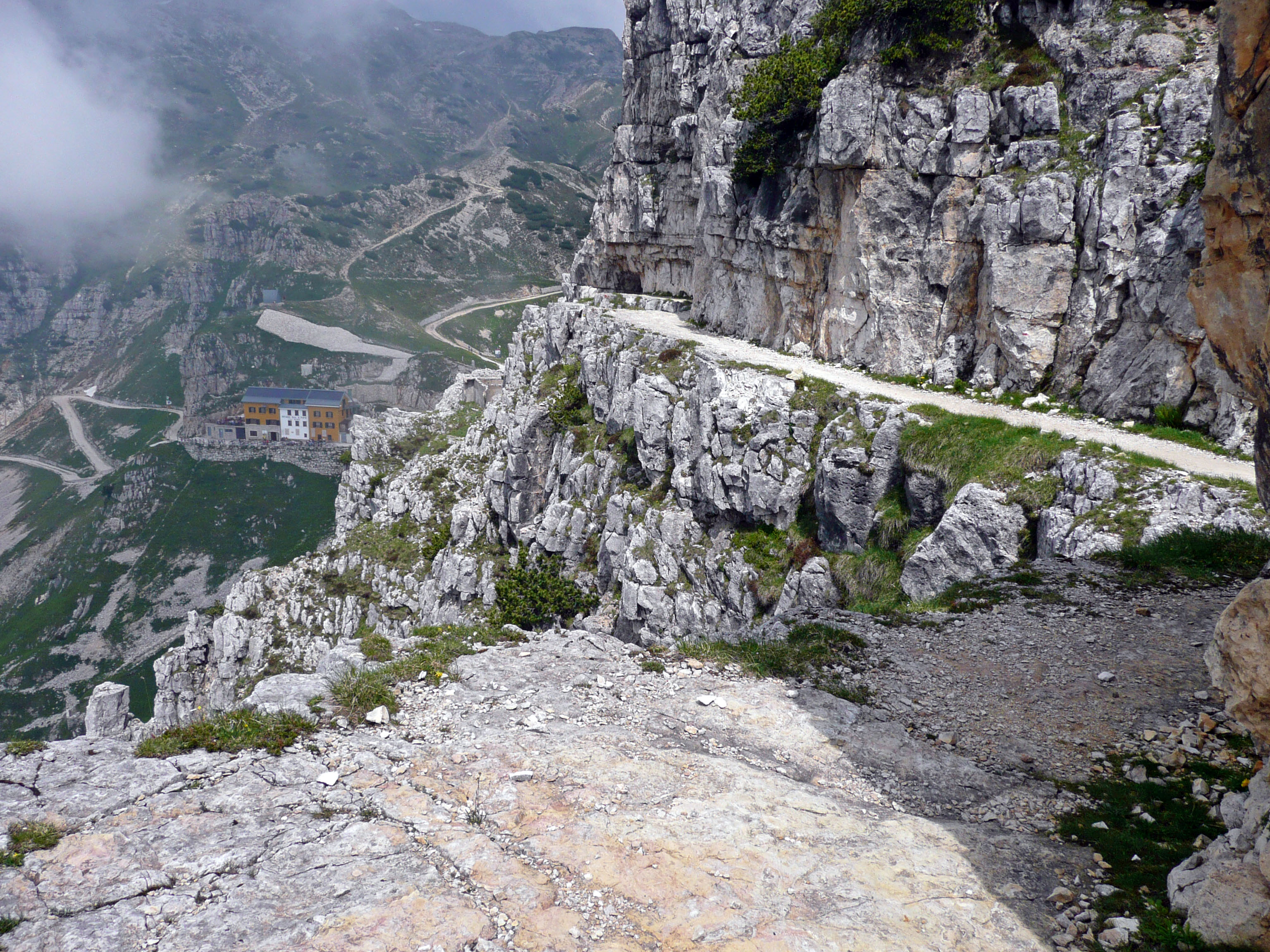
Strada delle 52 Gallerie, Strada della Prima Armata